# Syneora praecisa
Syneora praecisa là một loài bướm đêm trong họ Geometridae.